# Malus baccata
Pommier de Sibérie
Espèce
Malus baccata est une espèce de plantes à fleurs de la famille des Rosaceae. C'est un arbre originaire du nord de l'Asie. Il est également nommé Pommetier de Sibérie colonnaire ou Pommier microcarpe de Sibérie.
Il est utilisé comme arbre ornemental, comme porte-greffe et parfois comme bonsaï (en raison de ses petits fruits plus adaptés au format bonsaï).

## Description

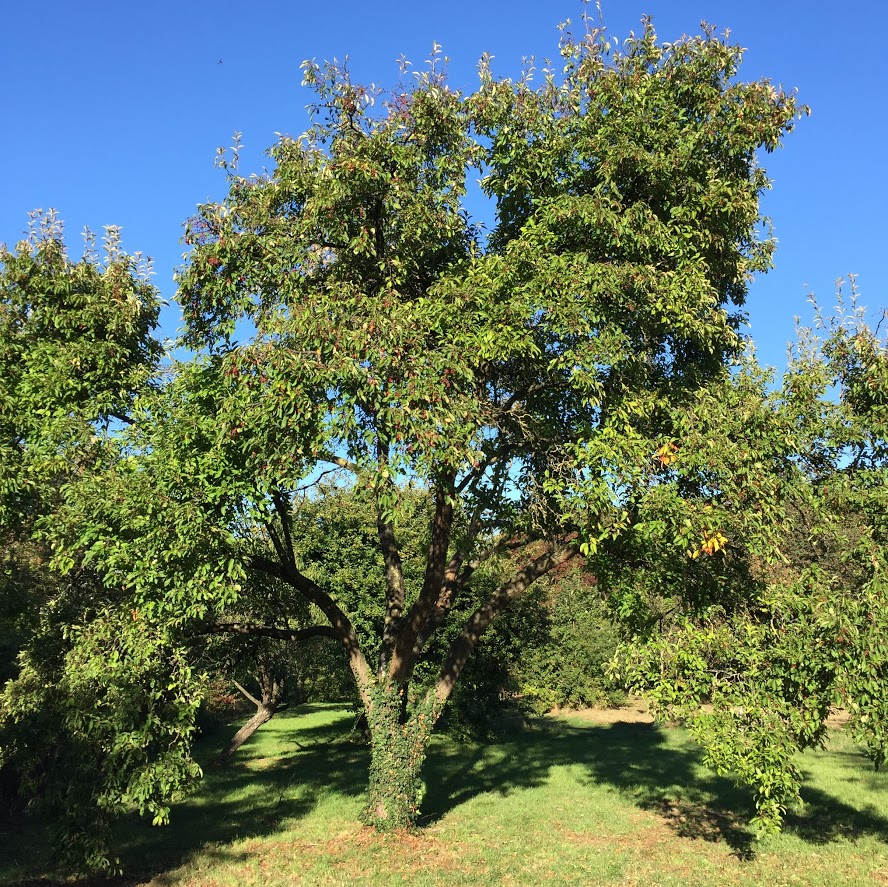
Malus baccata var. mandshurica à l'arboretum de Paris.

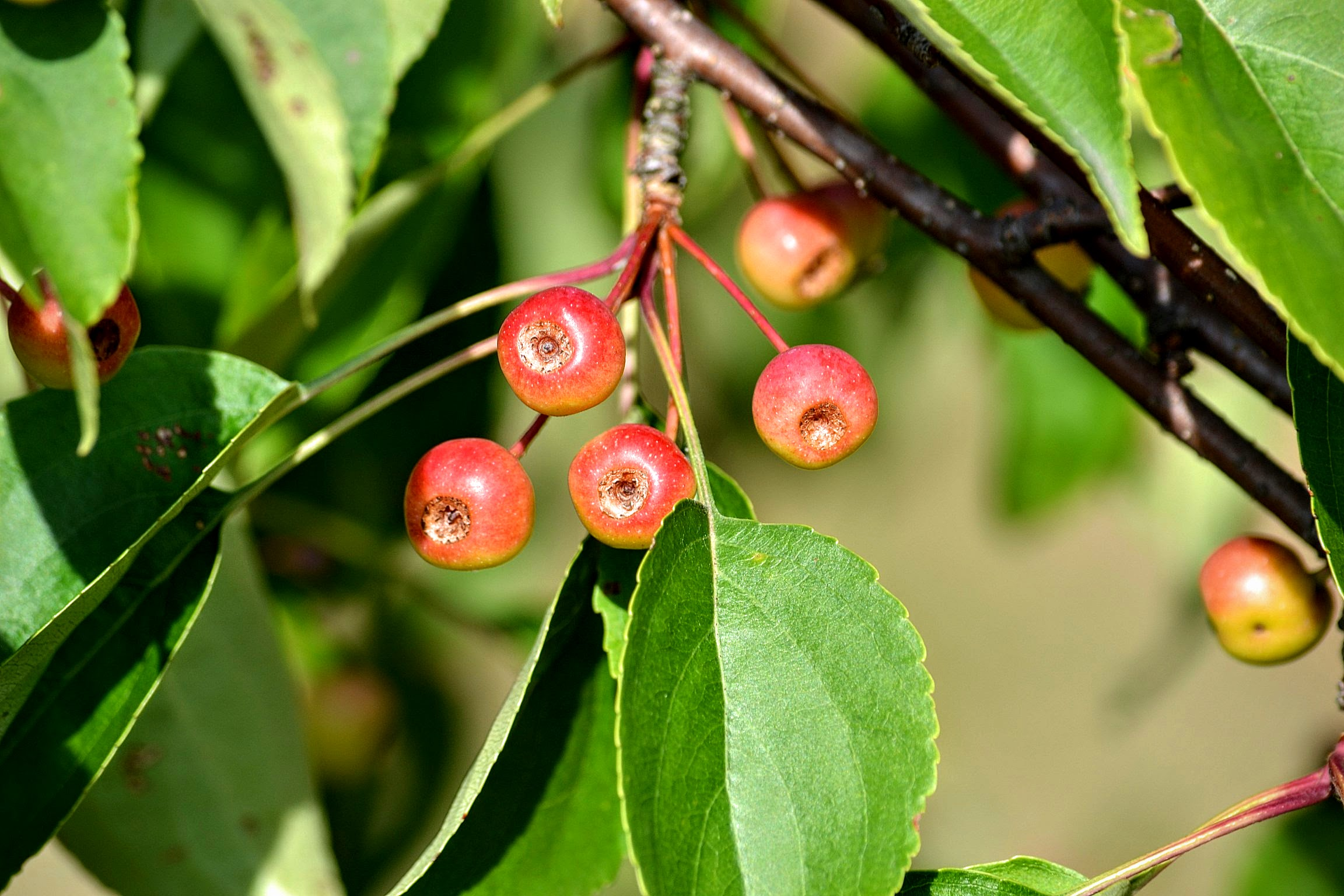
Fruits de Malus baccata.

C'est un pommier rustique pouvant mesurer jusqu'à 14 mètres de haut.
Les pétioles font 2-5 cm de long. Les feuilles elliptiques font 2-3 cm de long.
Malus baccata est décoratif par sa floraison abondante. Il donne des fleurs blanches parfumées de 3-3,5 cm de diamètre regroupées par 4-6. Les pétales sont blancs et en forme d'œuf, d'environ 2-2,5 cm de long.
Les fruits sont rouge au jaune et sphériques et ressemblent à de petites cerises. Ils mesurent seulement environ 1 cm de diamètre et forment des grappes denses. La floraison a lieu au printemps, avec des fruits apparaissant en septembre-octobre et pouvant rester sur l'arbre jusqu'au début de l'hiver.
Les graines (et non le reste du fruit) contiennent d'assez grandes quantités d'acide cyanhydrique et leur consommation est déconseillée.

## Distribution et habitat
Malus baccata est originaire de Russie, Mongolie, Chine, Corée, Bhoutan, Inde et Népal où il est commun dans les forêts mixtes sur les pentes vallonnées à des altitudes allant jusqu'à 1 500 mètres. L'arbre a également été introduit en Europe et en Amérique du Nord, où on le trouve à l'état sauvage surtout dans la région des Grands Lacs et dans le nord-est des États-Unis.

## Culture
Malus baccata est très rustique (zone USDA 4) et ne craint pas le gel. Les fleurs sont hermaphrodites et sont pollinisées par les insectes. L'arbre est auto-fertile. Il est connu pour attirer la faune.
Il pousse sur tous types de sols (sableux, limoneux, argileux) mais préfère un sol bien drainé et humide. Il préfère un pH acide mais supporte les sols neutres et basiques. Il peut se développer à mi-ombre ou en plein soleil.

## Utilisation
Malus baccata est utilisé comme arbre d'ornement pour ses fleurs et ses fruits. Les fruits sont comestibles et sont consommés frais ou séchés.
Étant une des espèces de pommier les plus grandes et les plus résistantes au froid et aux ravageurs, M. baccata est, malgré la petitesse de ses pommes, parfois utilisé dans les programmes d'hybridation pour la création de variétés domestiques plus résistantes notamment à la tavelure du pommier. M. baccata est également un parent proche de Malus sieversii, l'ancêtre du pommier domestique, d'où son intérêt dans le cadre de rétrocroisement.
Malus baccata est un bon pollinisateur pour tous les pommiers car sa floraison s’étale sur une longue période.

## Sous-espèces
- Malus var baccata baccata (10-14 mètres de haut). - Chine, Corée, Russie, Mongolie
- Malus baccata var. Daochengensis
- Malus var baccata gracilis (4-6 m) -. Gansu + Shaanxi en Chine
- Malus baccata var. Himalaica
- Malus baccata var. Jinxianensis
- Malus baccata var. Mandshurica (Pommetier de Mandchourie, 5-10 m)
- Malus baccata var. Xiaojinensis